# 處方集
處方集（英語：Formulary），基本上就是藥品的清單。傳統上的處方集包含各種用於配製和測試藥品的配方（更近似今日的藥典）。但目前處方集的主要功能是指在特定的醫院、特定的醫療系統、或是特定的醫療保險覆蓋範圍之內得以開立的處方藥清單。處方集是經歷藥品在效力、安全性、和成本效益分析的累積經驗以及研究後發展而成。
在各種處方集中，有些還會包含其他的臨床信息，例如不良反應、禁忌、和用藥劑量。
到公元21世紀，世界上有156個國家已建立國家級或是省級的基本藥物目錄，有135個國家已建立國家處方集。

## 澳大利亞
澳大利亞擁有公共醫療系統，根據藥品福利計劃 (PBS)，由政府提供補貼讓患者取得藥品。在PBS下可提供的藥品，以及用適用治療適應症的藥品資訊，可在PBS的網頁以及澳大利亞藥品手冊中取得。

## 美國
美國的醫療衛生系統是準私人形式，處方集是患者可取得的處方藥清單，而分類處方集則用於為患者提供經濟激勵，讓他們優先選擇成本較低的藥品。例如，包含有三類藥品的處方集，第一類通常包含的是成本分攤（共付額）最低的通用名藥物（例如患者僅需負擔成本的10%），第二類則包括成本分攤較高（例如需負擔25%）的首選品牌藥，第三類則包含非首選藥品，而成本分攤最高的品牌藥（例如需負擔40%）。
如果使用得當，處方集可幫助患者管理那些受醫療保險要求的藥品成本共付額。然而，患者對於不列在處方集中的藥品，就必須支付更高比例的成本，有時會達到完全自付的程度。處方集因藥品計劃、涵蓋範圍、共付額分攤程度、和保險費率的原因而各有不同。大多數處方集在每個類別中都會包含至少一種藥品，同時也鼓勵患者採用通用名藥物（這種清單也稱為首選藥品清單）。對於住院與門診所使用的處方集不同，而導致患者在出院後會遭遇與住院期間使用藥品不一致的問題，可能對於患者的療效，或是健康會發生不良的影響。

## 英國
英國的國民保健署 (NHS) 提供由國民健康保險負擔經費的全民醫療衛生。而所提供的藥品由NHS決定。關於所提供的藥品有兩個主要資訊來源：英國國家處方集（BNF）和藥品報銷價目表。在藥品報銷價目表中有個部分會詳細列出NHS不負擔的處方藥（這些藥品必須由患者自己支付），這部分被非正式稱為“黑名單”。
此外，各地NHS醫院信託（二級照護機構）以及屬於初級照護（即一般科醫師）的診所小組 (CCG) 均有自己的藥品清單（清單中的藥品被認為是在機構所處當地或組織內首選的處方藥；此類清單屬於BNF的子集，通常並沒有絕對的約束力，如果醫生認為合理且有必要，他們也會開出非處方集的藥品。通常這類地方處方集由初級照護機構 (Primary Care Organisation，PCO) 和與PCO屬相同管轄範圍的醫院共享，以避免當患者從初級照護機構移轉到二級照護機構的過程中，發生使用藥品有“接口”不一致的問題。
NHS與美國一樣， 會積極鼓勵患者採用通用名藥物處方，以節省醫療經費。

## 國家處方集
國家處方集中包含可在全國各地開立處方，指明哪些藥品間可互換的藥品清單，包括有關藥品成分、說明、選擇、開立、調配、以及給藥的相關信息。對於被認為不太適合的藥品也會給予明確標識。聯合國世界衛生組織列有世界各國的處方集：
其中的範例有：
- 澳大利亞國家處方集（英语：Australian Pharmaceutical Formulary）(APF)
- Österreichisches Arzneibuch，奧地利國家處方集[7]
- 英國國家處方集（英语：British National Formulary）（BNF），以及英國兒童處方集（英语：British National Formulary for Children）（BNFC）
- 中華人民共和國藥典
- Hrvatska Farmakopeja，克羅地亞國家處方集[7]
- Deutsches Arzneibuch，德國國家處方集[7]
- Farmacotherapeutisch Kompas（英语：Farmacotherapeutisch Kompas）（FK），荷蘭國家處方集
- Indian National Formulary，印度國家處方集
- Kazakhstan National Formulary，哈薩克國家處方集
- Sri Lankan Formulary，斯里蘭卡國家處方集
- United States National Formulary，美國國家處方集，已與美國藥典（USP-NF）合併
- 瑞典國家處方集 (Farmaceutiska Specialiteter i Sverige，FASS)。這是個免費使用的資料庫，也無宣傳文字或廣告。[8]FASS是由瑞典製藥工業協會 (LIF) 與瑞典的製藥產業密切合作開發而成，另外還有瑞典藥品管理局（英语：Medical Products Agence）等提供協助。[8]
- Japan National Health Insurance Drug Price List，日本國民健康保險藥品價格表

## 外部連結
- A National Formulary for Canada, Department of Economics, University of Calgary, 2005
- The Kazakhstan National Formulary （页面存档备份，存于）